# Econprogress BV 1000
Der Containerschiffstyp Econprogress BV 1000, kurz BV 1000, des Bremer Vulkan bildete den Basisentwurf einer Reihe weiterer erfolgreicher Containerschiffstypen.

## Einzelheiten
Die Baureihe BV 1000 des Bremer Vulkan  wurde ab Mitte der 1980er Jahre für die zahlreiche deutsche Reedereien gebaut. Der Entwurf fußte auf den Mehrzweck-Containerschiffen des CMPC-Programms und wurde in den 1980er Jahren vom Bremer Vulkan mit den größeren Schiffstypen Econprogress BV 16/1800 zu einer äußerst erfolgreichen Modellfamilie ergänzt. Auch nach dem Zusammenbruch des Bremer Vukan-Verbundes, Mitte der 1990er Jahre, bildete der BV 1000 die Grundlage zu den weiterentwickelten Typen VW 1100 und VW 1100.1 der Volkswerft Stralsund.
Die Schiffe sind als Mehrzweck-Trockenfrachtschiffe mit weit achterem Deckshaus ausgelegt. In der Hauptsache werden sie im Containertransport eingesetzt. Die Containerkapazität beträgt 1020 TEU, bei homogen beladenen 14-Tonnen-Containern sind es noch 693 TEU. Die Schiffe besitzen drei Laderäume, die mit längsschiff geteilten Pontonlukendeckeln verschlossen werden. Die Schiffe wurden zum Einsatz in Gebieten mit schlecht ausgebauter Hafeninfrastruktur entwickelt und sind daher mit jeweils zwei mittschiffs angeordneten Bordkränen von je 40 Tonnen Kapazität ausgerüstet.
Ein Charakteristikum des Typs ist die beidseitig nach außen vorstehende Containeraussparung im oberen Schanzkleid des Vorschiffsbereichs (sie ermöglicht zwei TEU mehr Stellplatz an Deck), ein anderes die schräg zulaufende Verjüngung der beiden oberen Decks des  Deckshauses. Die Schiffe sind mit am Heck angeordneten Freifallrettungsbooten ausgerüstet.
Der Antrieb der Schiffe besteht aus einem Zweitakt-Dieselmotor des Herstellers MAN/B&W mit einer Leistungen von rund 6000 kW. Der Motor wirkt direkt auf den Festpropeller und ermöglicht eine Geschwindigkeit von etwa 17 Knoten. Weiterhin stehen drei Hilfsdiesel und ein Notdiesel-Generator zur Verfügung. Die An- und Ablegemanöver werden durch ein Bugstrahlruder unterstützt.
In der Baureihe wurden verschiedene Komponenten des parallel laufenden Forschungsprogramms Schiff der Zukunft verwirklicht.
Eine bemerkenswerte Randnotiz war der Segelhilfsantrieb der 1985/86 unter der Ägide der Reederei Jonny Wesch auf  der Bold Eagle im Probebetrieb eingesetzt wurde. Zwar wurde von einer Ersparnis von 20.000 DM je 70-tägiger Rundreise berichte, letztlich nahm man das aus zwei an den Schiffskränen befestigten Spinnakersegeln bestehende System nach rund einem Jahr wieder außer Betrieb genommen. Als Begründung wurde eine Anordnung der See-Berufsgenossenschaft angegeben, dass die Reederei keinen Antrag auf den Betrieb eines Segelschiffes gestellt habe.

## Die Schiffe
| BV 1000 Containerschiffe (Auswahl) | BV 1000 Containerschiffe (Auswahl) | BV 1000 Containerschiffe (Auswahl) | BV 1000 Containerschiffe (Auswahl) | BV 1000 Containerschiffe (Auswahl) | BV 1000 Containerschiffe (Auswahl) |
| Ablieferung/Baujahr                | Bauname                            | Baunummer                          | IMO-Nummer                         | Auftraggeber                       | Umbenennungen und Verbleib |
| ---------------------------------- | ---------------------------------- | ---------------------------------- | ---------------------------------- | ---------------------------------- | --- |
| Mai 1985                           | Proud Eagle                        | 47                                 | 8415615                            | Hansa Treuhand                     | Contship England, Buxmaid, OOCL Achiever, Buxmaid, Vento del Golfo, Esra A1, Esra-A, Esra A1, Vento del Golfo, Esra A, Vento del Golfo, Esra A, Vento del Golfo, Esra A, ab März 2013 in Aliağa verschrottet                                                      |
| 11. September 1985                 | Bold Eagle                         | 49                                 | 8415639                            | Hansa Treuhand                     | 1989 Contship Europe, 1993 Kariba, 1995 Independent Pioneer, 1997 P&O Nedlloyd Mombasa, 1997 Buxbeach, 1999 Hornteam, 1999 Buxbeach, 1999 Bernard A, 1999 Vento di Meltemi, 2001 Bernard A, 2005 Vento di Meltemi, 2006 Bernard A, Ayse A, 2016 Abbruch in Aliağa |
| 11. Oktober 1985                   | Brave Eagle                        | 50                                 | 8415641                            | Hansa Treuhand                     | MSC Santos, Independent Endeavour, Contship Brave, Brave Eagle, MSC Volos, Volos, 2013 in Alang verschrottet |
| 18. April 1986                     | Fine Eagle                         | 54                                 | 8513778                            | Hansa Treuhand                     | Ocean Australia, Contship Australia, Sea Eagle, Hansa Coral, QC Mallard, ACX Swallow, Olympia, P&O Nedlloyd Cesme, Olympia, 2012 in Aliağa verschrottet |
| 28. Juni 1986                      | Noble Eagle                        |                                    | 8415627                            | Hansa Treuhand                     | Rocio, Lalazar, 2004 Dongtai Pearl, 2016 in Alang verschrottet |
| Mai 1987                           | Doria                              | 55                                 | 8614194                            | Niederelbe Schiffahrtsgesellschaft | 1987 Ocean Asia, 1988 Contship Asia, 1991 Doria, 1994 Sea-Land Mexico, 1994 Doria, 1997 OOCL Admiral, 1998 Doria, 1998 Hornstar, 1999 Doria, 2000 Everett Express, 2001 MSC Kiwi, 2002 ANL Pioneer, 2004 Doria, 2007 Frontier, 2017 Abbruch in Chittagong         |
| Daten: Equasis, grosstonnage       |                                    |                                    |                                    |                                    | |